# Liste der Landeshauptleute der Grafschaft Glatz
Das Glatzer Land wurde Anfang des 12. Jahrhunderts als „Provincia Kladsko“, 1290 als „Terra Glacensis“, 1344 als „Distrikt“, 1348 als „Glacense dominium“ und 1378 als „Glatzer Land“ bezeichnet. Es nahm von Anfang an eine Sonderstellung im böhmischen Staatsverband ein. Bereits für das Jahr 1169 ist ein Burggraf von Glatz belegt, der als Statthalter des böhmischen Königs auf der Burg in Glatz residierte. 1459 wurde das Glatzer Land durch den böhmischen König Georg von Podiebrad 1459 zur Grafschaft Glatz erhoben, deren Gebiet 1477 um die Herrschaft Hummel vergrößert wurde.

## Geschichte
Der Glatzer Landeshauptmann wurde vom böhmischen König eingesetzt. Er stand dem Königlichen Amt vor und rief mit königlicher Genehmigung den Glatzer Landtag ein, der sich aus den Landständen zusammensetzte. Das waren:
1. die Ritter,
2. der Klerus und
3. als Glatzer Besonderheit, die Freirichter. Diese verloren nach der Schlacht am Weißen Berg ihre Ständeeigenschaft an die Immediat-Städte.

Dem Königlichen Amt gehörten an: der Landeshauptmann, der Oberregent und ein rechtskundiger Assessor sowie für die Verwaltung ein Sekretär, ein Kopist und zwei Ingrossisten.
- Bei Abwesenheit des Landeshauptmanns musste ein Landesverweser bestimmt werden, der dem einheimischen Adel entstammen sollte.
- Dem Oberregenten standen Sitz und Stimme auf den Landtagen zu.
- Der Assessor hatte Sitz und Stimme im Manngericht (Adelsgericht).

Nach dem Übergang an Preußen wurde die Landeshauptmannschaft 1742 aufgelöst. Die Funktion des Landeshauptmanns wurde aufgehoben und durch die Position eines Landrats ersetzt. Mit der 1818 verfügten administrativen Gebietsaufteilung bildete die Grafschaft kein eigenes Territorium mehr und wurde der Provinz Schlesien unterstellt.

## Landeshauptleute
- 1345 Wolfram von Pannwitz; Erbherr eines Anteils von Rengersdorf, zugleich Burggraf von Glatz.
- 1346–1350 Albrecht von Krenowitz; Pfandinhaber[2] des Glatzer Landes, zugleich Burggraf.
- 1350 Nikolaus II., Herzog von (Troppau)-Ratibor. Entstammte dem Troppauer Zweig der böhmischen Přemysliden
- 1351–1352 Hugo und Ruprecht von Donyrstein[3]
- 1352 Hanko von Knoblauchsdorf (auch von Knobelsdorf; auch Hanco bzw. Johannes de Cnoblauchsdorf)[4]; bis Michaeli 1352.
- 1352 Jeschkin von Horzitz bzw. Jeschco Horschicz (Ješek z Hořic); später Burggraf[5]
- 1353–1358 Beneffius/Benesch von Chusnik (Beneš z Choustníka)
- 1358–1364 Wolfhard von Zedlitz, zugleich Burggraf
- 1365 Peter
- 1366–1378 Potho von Czastalowitz d. Ä.; zugleich Hauptmann von Frankenstein; 1378 Oberster Landeshauptmann von Böhmen
- 1378–1387 Pfandherr Jobst von Mähren; zugleich Pfandherr von Frankenstein; bekleidete nicht das Amt des Landeshauptmanns, sondern beauftragte die Unterhauptleute:
  - 1378–1382 Hans von Lichtenburg, Herr von Belau[6]
  - 1382–1384 Benesch von Wartenberg; Herr zu Wessely; 1380 Landeshauptmann von Mähren.
  - 1384–1387 Friedrich von Czischaw
- 1388–1397 Stefan Poduška von Martinitz (Štěpán Poduška z Martinic); zugleich Hauptmann von Frankenstein; wurde 1397 auf Veranlassung des Königs Wenzel IV. von Johann, Herzog von Troppau und Ratibor, auf die Burg Karlstein zum Gastmahl geladen und dort mit mehreren anderen böhmischen Herren ermordet.
- 1397–1422 Pfandherr Johann II., Herzog von (Troppau)-Ratibor; zugleich Hauptmann von Frankenstein; ernannte während seiner Amtszeit u. a. die Unterhauptleute:
  - Bernhard von Glubos (Glaubitz) von Schnallenstein
  - Andreas/Ondřej von Tworkau[7] und
  - Nicklas Eicke
- 1422–1434 Potho von Czastolowitz d. J., zugleich Hauptmann von Frankenstein; 1431–1434 auch Pfandherr von Glatz und Frankenstein
- 1434–1437 ?
- 1437–1438 Hašek von Waldstein; 1427 oberster Heerführer des Kaisers Sigismund; danach oberster Kämmerer des Königreichs Böhmen.
- 1438–1440 Marquard Ahrlik von Mittelwalde
- 1440 Johann von Toschitz
- 1441–1454 Pfandherr Hynek Kruschina von Lichtenburg; zugleich Pfandherr von Frankenstein. Als seine Unterhauptleute setzte er u. a. ein:
  - Stenzel
  - Wenzel von Haugwitz auf Pischkowitz und
  - Jakob von Langenau
- 1454–1474 Hans von Warnsdorf, genannt Wölfel; zugleich 1458–1465 Hauptmann von Frankenstein; Erbherr auf Trautenau
- 1474–1477 Hans von Bernstein
- 1477–1501 Hans von Pannwitz auf Rengersdorf
- 1502–1504 Johannes Sokolik von Duba
- 1506–1513 Georg von Breitenstein
- 1514 Herr von der Goltz aus Wien
- 1514–1521 Hans Betsch von Falkenau, Besitzer eines Anteils von Oberhannsdorf; Landrichter.[8]
- 1522–1523 Johannes von Rastelwitz
- 1523–1524 Heinrich von Tschischwitz auf Ullersdorf; war seit 1516 Burggraf von Glatz.
- 1524–1526 Heinrich von Hundt und Alten-Grottkau, 1524–1525 Komtur der Johanniterkommende Glatz[9]; seit 1518 Burggraf von Glatz.
- 1526–1527 Melchior von Reinwald
- 1527–1529 Hans Betsch von Falkenau (zum zweiten Mal)
- 1529 Melchior von Reinwald
- 1530 Siegmund von Zharassau, Landrichter
- 1532–1533 Philipp von Pubschütz auf Knignitz
- 1533–1535 Bernhard von Boraw, genannt Kessel; später Hauptmann in Oels.
- 1537–1551 Hans Prag von Wellnitz (tschechisch Hanuš Prog z Velnic[10]), auch Hans Prog von Welenitz/Velnice[11], ernannt vom Pfandherrn Johann von Pernstein; Wellnitz war seit 1527 Burggraf zu Glatz; seit 1532 Hauptmann der Herrschaft Hummel. Erwarb 1543 das Gut Oberwernersdorf und die Hälfte von Rückers, 1544 das Vorwerk zu Wernersdorf und 1546 das Richtergut in Rückers.
- 1552–1556 Hans Schaffmann von Hamerles
- 1559–1561 Albrecht Schellendorf von Hornisberg
- 1561–1572 Christoph Muchek von Buckau auf Wossek; † 1572 in Prag.
- 1572–1575 Hans von Pubschütz und Falkenau. Unterstützte die Reformation und wurde deshalb aus seinem Amt entlassen.
- 1575–1583 Christoph von Schellendorf und Adelsdorf auf Saatz und Kuna; kaiserlicher Kriegsrat und Oberst; † 1583 auf seinem Schloss Königsbrück in der Oberlausitz.
- 1584–1588 Hans von Pannwitz und Mechwitz; Hof-Kriegsrat, zugleich Hauptmann zu Münsterberg. Besaß das Gut Neudeck.
- 1589–1601 Melchior von Rechenberg, Erbherr von Schlawe.
- 1601–1607 Heinrich Log, Freiherr von Logau und Olbersdorf; Erbherr auf Güsmansdorf und Zaupitz. Ritter des Malteserordens, Komtur der Niederlassungen Troppau und Fürstenfeld; 1607 als Landeshauptmann entlassen. 1621–1625 Großprior des Malteser-Ritterordens in Böhmen und Österreich.
- 1607–1619 Niklas von Gersdorf und Malschwitz auf Großhorka und Rokythal. Unterstützte den böhmischen Ständeaufstand; † 1619, trotzdem wurden 1621 seine Besitzungen konfisziert.
- 1620–1622 David Heinrich Freiherr von Tschirnhaus und Bolkenhayn; Besitzer der Herrschaften Mittelwalde, Schönfeld und Wölfelsdorf. 1620 von Friedrich von der Pfalz zum Landeshauptmann ernannt. Nach Ankunft der Kaiserlichen 1622 aus dem Amt entlassen; seine Güter wurden konfisziert.
- 1622–1625 Philipp Rudolph Graf zu Liechtenstein-Kastelkorn, Freiherr zu Kasel, Herr auf Schenna. 1625 wurden ihm die konfiszierten Güter Kunzendorf, Heinzendorf, Altlomnitz, Gabersdorf und das Richtergut in Rothwaltersdorf übertragen.
- 1626 Adam Gottfried Berka von Duba und Leipa, Erbherr auf Konogeld und Elgersdorf; † 1626 in Glatz.
- 1628–1633 Karl bzw. Carl Fuchs, Freiherr, später Graf von Fuchsberg und Tauffenburg in Tirol; kaiserlicher Reichshofrat; Befürworter und Unterstützer der Gegenreformation. Wurde 1633 Geheimer Rat am kaiserlichen Hof in Wien.
- 1633–1645 Johann Arbogast von Annenberg; kaiserlicher Oberst, Erbherr auf Arnsdorf und Schönfeld; Kommandant der Festung Glatz; 1636 in den Reichsgrafenstand erhoben. Starb zu Glatz und wurde in der Pfarrkirche Mariä Himmefahrt beigesetzt.
- 1645–1646 Christoph Ferdinand Popel Freiherr von Lobkowitz; resignierte 1646 und wurde 1651 Oberstlandhofmeister des Königreichs Böhmen.
- 1646–1649 Melchior Ferdinand Reichsgraf von Gaschin; war der letzte Komtur der Glatzer Johanniterkommende[12]; seit 1636 war er Landeshauptmann von Oppeln–Ratibor. Wurde 1649 Präsident der Schlesischen Kammer in Breslau.
- 1649–1653 Johann Heinrich Graf von Bubna, Erbherr von Senftenberg und Lititz. Besitzer von Möhlten. War mit der Reichserbtruchsässin Maria Johanna Gräfin Waldburg-Zeil (1627–1691)[13] verheiratet, die einen Anteil von Schwenz besaß. Starb am 13. April 1653 in Glatz und wurde dort in der Pfarrkirche beigesetzt.
- 1653–1679 Johann Georg Reichsgraf von Götzen
- 1680–1686 Michael Wenzel von Althann; Besitzer der Herrschaften Grulich, Mittelwalde, Schönfeld und Wölfelsdorf; Kommandant der Glatzer Festung. Reiste 1682 als kaiserlicher Gesandter nach Stockholm. 1684 erwarb er Schnallenstein und Seitenberg. Starb auf seinem Schloss in Wölfelsdorf.
- 1686–1691 blieb die Landeshauptmannschaft unbesetzt. Als Amtsverweser fungierte Heinrich von Haugwitz auf Pischkowitz.
- 1691–1695 Franz Adam Graf von Bubna, Sohn des Johann Heinrich von Bubna. Resignierte 1695.
- 1696–1707 Johann Friedrich d. J., Reichsgraf von Herberstein auf Grafenort. Resignierte 1707 († 1709).
- 1707–1714 Maximilian Mitrowsky Freiherr von Mitrowitz und Nemischel auf Hrabin. Starb 1714 und wurde in der Glatzer Pfarrkirche beigesetzt.
- 1715–1724 Konrad Freiherr von Sternberg und Rudelsdorf; Erbherr auf Schönbrunn, Schalka und Guhlau; 1716 zum Reichsgrafen ernannt; † 1724.
- 1724–1741 Leopold Wilhelm Reichsgraf von Waldstein; beim Einmarsch der preußischen Armee 1741 verließ er Glatz und starb kurze Zeit später auf seinen böhmischen Gütern.
- 1741–1742 Franz Anton von Haugwitz auf Pischkowitz; wurde Anfang Januar 1742 nach der Übergabe der Stadt Glatz an Preußen entlassen. Die Landeshauptmannschaft wurde aufgelöst.

Siehe auch: Liste der Burggrafen von Glatz